# Mornac-sur-Seudre
Mornac-sur-Seudre település Franciaországban, Charente-Maritime megyében. Lakosainak száma 867 fő (2022. január 1.). Mornac-sur-Seudre Breuillet, L’Éguille, Le Gua és Saint-Sulpice-de-Royan községekkel határos.

## Népesség
A település népességének változása:
| Lakosok száma | 596  | 558  | 640  | 692  | 831  | 824  | 841  | 855  | 859  | 867  |
|               | 1968 | 1982 | 1990 | 2006 | 2013 | 2015 | 2017 | 2019 | 2020 | 2022 |